# Madonna col Bambino in trono e le sante Maria Consolatrice e Caterina
Madonna col Bambino in trono e le sante Maria Consolatrice e Caterina è un dipinto di Antonio Badile II, realizzato con la tecnica della pittura a tempera su tavola, conservato nel Museo di Castelvecchio a Verona.